# 元江山柑
元江山柑（学名：Capparis wui）是山柑科山柑属的植物，是中国的特有植物。分布于中国大陆的云南等地，生长于海拔500米至650米的地区，见于热河谷多刺灌丛中，目前尚未由人工引种栽培。